# Arabische en islamitische astrologie

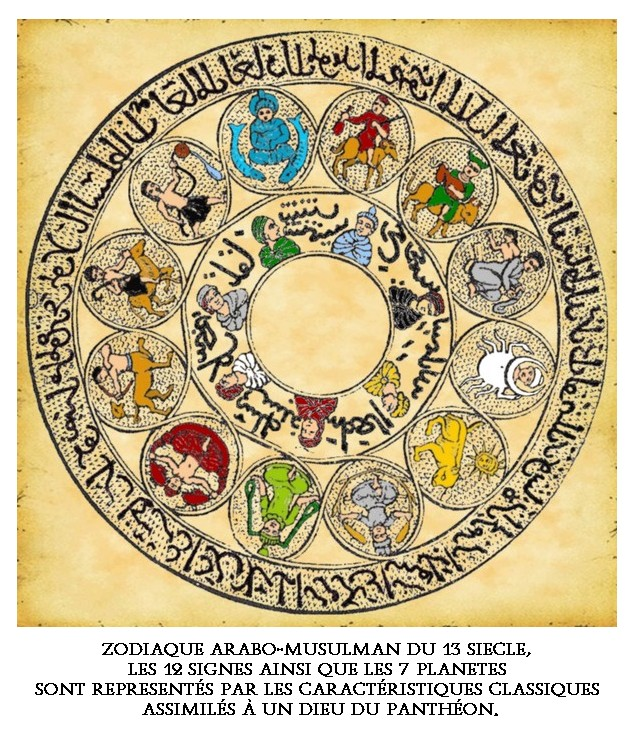
13e-eeuwse Arabisch-islamitische zodiak met de 12 tekens en de klassieke 7 planeten

De Arabische en islamitische astrologie is de astrologie die binnen de middeleeuwse wereld van de islam bloeide na kennismaking met hellenistische, Indiase en andere astrologische tradities. Hierbij speelden Arabische vertalingen, vooral vanaf de 8e en 9e eeuw, van Griekse en Syrische en teksten, alsook teksten geschreven in het Sanskriet, een belangrijke rol. Zonder deze moslimgeleerden zou veel van wat de westerse astrologie inhoudt waarschijnlijk verloren zijn gegaan.

## Invloed van hellenisme
Hellenistische geschriften over astronomie, astrologie, filosofie en andere wetenschappen werden enthousiast vertaald door Arabische geleerden. De Koran moedigde wetenschappelijk onderzoek aan, en sprak zich met name gunstig uit over de studie van de geneeskunde. Astronomie en astrologie werden in het heilige boek beschouwd als manieren om de wil van God te leren kennen. De moslimastrologen beperkten zich overigens niet tot het klakkeloos overnemen van de hellenistische astrologie. Zij bekritiseerden deze teksten en introduceerden ook vernieuwingen, zoals bijvoorbeeld de Arabische punten (berekende punten in een horoscoop zoals het Levenspunt en het Gelukspunt).

## Bekende astrologen
Enkele Arabische en islamitische astrologen die bepalend waren voor de geschiedenis van de astrologie:
- Al-Kindi (of Alckinde, Ja'kub ibn Ishaq al-Kindi), ca. 800 - 870. Een Arabier die wordt beschouwd als een van de vaders van de Arabische astrologie. Van hem zijn 90 verhandelingen over astrologie bekend onder hun Latijnse vertalingen.
- Hunein, Isaac ibn, negende eeuw. Arabisch astroloog en auteur van de oudst bekende vertaling van Ptolemaeus’ Tetrabiblos.
- lbubater, Alkasan (Abu Bakr al-Hasan), begin van de negende eeuw. Arabisch astroloog, van wie twee geschriften over geboorteastrologie bekend zijn via hun Latijnse vertalingen.
- Albumasar (of Aboassar, Abu Ma'shar al-Balkhi), ca. 805-886. Islamitisch astroloog uit Khorasan die werkzaam was in Bagdad. Hij stond in hoog aanzien in het middeleeuwse Europa en schreef een complete verhandeling over astrologie. Ook stelde  hij astronomische tabellen op en schreef een boek over de grote conjuncties. Zevenentwintig van deze astrologische geschriften zijn vertaald van het Arabisch in het Latijn.
- Albohali, Alkhait (Yahya ibn Ghalib al-Aku'Ali Khaiyat), ca, 850. Arabische astroloog wiens geboorteastrologie dankzij Latijnse vertalingen is overgeleverd.
- Alcabitius (Abd al-Aziz ibn Uthman ibn Ali al-Quabisi asSakr Ubu), stierf rond 967. Opmerkelijk Arabisch astroloog die werkzaam was in Mosoel. Acht van zijn astrologische geschriften werden vertaald in het Latijn.
- Embrani, Ali (Ali ibn Imran al-Ahman), ca. 955. Arabisch astroloog die praktiseerde in Mosoel, zijn geschriften over uurhoek en electies overleefden in hun Latijnse vertalingen.